# Накаряков, Сергей Михайлович
Сергей Михайлович Накаряков (род. 10 мая 1977, Горький, СССР) — израильский трубач, концертный исполнитель советского происхождения.

## Биография
Родился 10 мая 1977 года в Горьком. Его отец Михаил Александрович Накаряков преподавал фортепиано в музыкальной школе, мать Вита Накарякова работала инженером на крупном заводе.
Музыкальное образование начал игрой на фортепиано в музыкальной школе № 8 города Горький (его первым учителем был отец, затем Л. В. Шпунгина), но вскоре после травмы позвоночника был вынужден оставить рояль и решил перейти на другой инструмент — трубу (в класс П. А. Гринько). Толчком к этому послужила услышанная в исполнении Тимофея Докшицера пластинка с органными прелюдиями И. С. Баха (переложение для органа и трубы). Уже в 1988 году он получает диплом на Всесоюзном конкурсе трубачей в Ленинграде. 
В 1991 году семья эмигрировала в Израиль. В том же году Сергей Накаряков выступил на международном фестивале в Бад-Вёрисхофене и с Литовским камерным оркестром на Зальцбургском музыкальном фестивале. С 1994 года два года учился в Парижской консерватория музыки и танца, прошёл срочную службу в Армии обороны Израиля, где живут его родители; сам Накаряков живёт в Париже. 
Сергей Накаряков проводит мастер-классы для трубачей во многих странах где концертирует. Он сотрудничает с самыми известными дирижёрами, оркестрами и исполнителями, среди них: Э.Клас, Ю. Темирканов, С. Сондецкис, В. Ашкенази, Ю. Башмет, Т. Николаева, М. Аргерих, Г. Шахам, К. Нагано, В. Спиваков. В 2007 и 2010 годах Сергей Накаряков принимал участие в ежегодном международном музыкальном фестивале «Crescendo». Аккомпаниаторы Сергея Накарякова — его сестра Вера Охотникова (род. 1969) и бельгийская пианистка Мария Меерович.
Он исполняет произведения, специально написанные для трубы, а также переложения со скрипки, альта, фагота, гобоя, фортепиано, валторны, голоса, виолончели — инструментов с более техничными чем у трубы возможностями. Кроме этого он мастерски владеет игрой на флюгельгорне, исполняя на нём различные переложения, тем самым расширяет художественный и технический потенциал этого инструмента.
Среди исполняемых произведений следует отметить произведения для трубы с оркестром и трубы с фортепиано: концерты — Й. Гайдна, И. Гумеля, Ф. Неруды, А. Арутюняна, В. А. Моцарт, А. Гедике, К. М. Вебера (перел. партии фагота), Г. Телемана (перел. партии гобоя), Ф. Мендельсона , П. Чайковского и А. Вивальди (перел. партии виолончели), оба концерта Р. Штрауса, написанные для валторны, Д. Гершвин «Рапсодия в стиле блюз», Ж-Б. Арбан «Венецианский карнавал», «Интродукцию и Рондо каприччиозо» К. Сен-Санса и многое другое.
Большинство из переложений и обработок выполнены его отцом. С 1992 года С. Накаряков сотрудничает с фирмой звукозаписи «Тель-Дэк», где почти каждый год выходит его новый диск.  Снялся в японском художественном фильме «Маленькая капля в могучей реке» в роли трубача из России.

## Дискография
- 1992 — «Trumpet Works» (с фортепиано) — A Time Warner Company
- 1993 — «Trumpet Concertos» A Time Warner Company
- 1994 — «CARMEN FANTASY» (с фортепиано), A Time Warner Company
- 1996 — «Baroque Trumpet» A Warner Music Group Company
- 1997 — «Элегия» (записан с его сестрой, пианисткой Верой Накаряковой)
- 1998 — «No limit» с Лондонским симфоническом оркестром «Филармония» (дирижёр Владимир Ашкенази)
- 1999 — «Concertos for Trumpet» A Warner Music Group Company
- 2001 — «From Moscow with Love» (дирижёр А.Борейко), Warner Classics
- 2002 — «Echoes from the past» (дирижёр С.Сондецкис), Warner Classics
- 2009 — «The trumpet concerts» (с оркестром «Виртуозы Москвы» под управлением Владимира Спивакова)
- 2012 — «Widmung» (в дуэте с Марией Меерович, фортепиано), Warner Classics

Сегодня в прессе и в музыкальных кругах всего мира Сергея Накарякова часто называют «Паганини Трубы» и «Карузо Трубы».
Литература:
Борис Турчинский "Иерусалимский Дивертисмент",Очерки о музыке и музыкантах,"Вечное движение Сергея Накарякова", изд.'Клик",Иерусалим 2016г.,стр.289-311